# NEXCO中日本 DRIVE ON THE HEART
NEXCO中日本 DRIVE ON THE HEART（ネクスコなかにほん ドライブ・オン・ザ・ハート）は、NEXCO中日本一社提供によるトーク番組である。2008年3月まで放送されていた『NEXCO中日本 Lovin' Drive』ではJFNの各局エリア毎にタイプが3種類に分かれていたが、今作よりTOKYO FM制作に統一される。パーソナリティは永井大（2010年2月 - 3月）、アシスタントは村田睦（TOKYO FMアナウンサー）。

## 番組概要
- 2009年12月26日放送分まで毎回ゲストを招き、ドライブに関するテーマでトークを展開する。ゲストは歌手や俳優など様々（2010年1月の放送のみゲストコーナーを中止し、ドライブミュージック紹介が中心となっていた）。
- NEXCO中日本管轄エリアではあるが、『NEXCO中日本 Lovin' Drive』が放送されていなかった滋賀県のe-radioでも放送されている。
- 番組中盤に『ここでNEXCO中日本からのお知らせです。』と言い始めてからNEXCO中日本のインフォメーションを読み上げる。
- 2009年4月より「リスナーズサービスエリア―LSA―」コーナーを新設。リスナーからドライブに関する思い出やおすすめスポットを紹介。NEXCO中日本管轄外のエリアスポットも紹介される。
- パーソナリティーは元F1ドライバーの片山右京だったが2009年12月17日に富士山登山中遭難事故に遭い、その責任を取るため降板となった。尚、2009年12月19日の放送は、放送内容を急遽変更する形となり、スタジオでの進行は2009年4月よりアシスタントとして出演している村田アナのみとなった（当日ゲストのMISIAは変更なし）。今後の出演も見合わせると12月26日放送で村田アナより発表されたが、2010年1月の更新で番組サイトから片山の写真などが削除された事から、正式に降板となっている[1]。2010年1月分の放送では村田アナがパーソナリティーを担当していたが、2月から3月まで俳優の永井大が担当していた。

## 出演した主なゲスト
- ゴスペラーズ
- Skoop On Somebody
- 高田延彦
- パンツェッタ・ジローラモ
- CHEMISTRY
- SEAMO
- スガシカオ
- 横山剣（クレイジーケンバンド）

- 松任谷正隆
- 松崎しげる
- 河口恭吾
- JUJU
- 清春
- 広瀬香美
- トータス松本
- BENNIE K

## 各局の放送時間
- 全て土曜日に放送。NEXCO中日本の管轄エリアの内神奈川県と山梨県では、JFN系列がないためネットされていなかった。だが、前者は県内のほぼ全域でTOKYO FMが受信できる。

| 放送曜日・時間 | 放送局                                                     |
| -------------- | ---------------------------------------------------------- |
| 8:00～8:25     | TOKYO FM（制作局）                                         |
| 9:00～9:25     | FM長野、FMとやま、レディオキューブFM三重                   |
| 9:30～9:55     | FM福井                                                     |
| 11:00～11:25   | Radio80（岐阜県）、HELLO FIVE（石川県）、e-radio（滋賀県） |
| 11:30～11:55   | FM AICHI                                                   |
| 18:30～18:55   | K-MIX（静岡県）                                            |

- なお、福井県のFM福井と滋賀県のe-radioでは、2008年7月6日よりFM OSAKA制作のNEXCO西日本一社提供のミニ番組『NEXCO西日本 Drive Porter Radio』が放送されている（いずれもNEXCO西日本管轄の高速道路があるため）。